# 埃利斯山
埃利斯山（英語：Mount Ellis）是南極洲的山峰，位於奧次地，屬於達爾文山脈的一部分，海拔高度2,330米，由英聯邦探險隊繪入地圖，現時由南極條約體系管理。